# Dichagyris celebrata
Dichagyris celebrata là một loài bướm đêm trong họ Noctuidae.